# William Joseph Hardee
William Joseph Hardee (contea di Camden, 12 ottobre 1815 – Wytheville, 6 novembre 1873) è stato un generale statunitense Ufficiale di carriera e teorico militare nell'US Army  divenne tenente generale nell'esercito degli Stati Confederati durante la guerra di secessione. Hardee, che nella cerchia degli amici veniva chiamato Old Reliable (Vecchio Affidabile), era nato nella contea di Camden, in Georgia, ed aveva terminato l'istruzione all'accademia militare di West Point nel 1838. Dopo aver combattuto con distinzione nella guerra contro il Messico comandò una unità di cadetti dell'Accademia Militare e scrisse Rifle And Light Infantry Tactics (Tattica dei fucilieri e della fanteria leggera), un manuale per l'addestramento della fanteria, che fu pubblicato nel 1861 a Filadelfia. Hardee aveva già smesso l'uniforme azzurra: da tenente colonnello si era congedato il 31 gennaio 1861, il 17 giugno era già Brigadier Generale ed, il 7 ottobre, maggior generale della Confederazione..
Già all'inizio della guerra aveva organizzato una brigata con reggimenti dell'Arkansas, che poi, poco dopo la battaglia di Shiloh (6 - 7 aprile 1862), fu assegnata al comando di Albert Sidney Johnston. Sotto Braxton Bragg comandò un'ala dell'Armata del Tennessee durante la campagna del Kentucky e nella battaglia di Murfreesboro. Il 10 ottobre 1862 fu nominato tenente generale e comandante di corpo d'armata. A Chattanooga si accese una disputa fra lui e Braxton Bragg, sulle cui capacità egli non aveva fiducia. Quindi dopo la battaglia di Jonesborough si fece trasferire e rifiutò di assumere il comando dell'Armata del Tennessee.
Hardee servì sotto Joseph Eggleston Johnston e combatté ancora dopo la caduta di Savannah e Charleston contro l'Armata di William Tecumseh Sherman in Georgia e nella Carolina del Sud. Capitolò con le sue truppe nell'aprile 1865 in Carolina del Nord e dopo la guerra visse come piantatore a Selma, Alabama. Morì il 6 novembre 1873 a Wytheville durante un viaggio in Virginia.